# موريس بيلي
موريس بيلي (بالإنجليزية: Maurice Bailey)‏ مواليد 30 أكتوبر 1981 في ذا برونكس، هو لاعب كرة سلة أمريكي. بدأ مسيرته الاحترافية في سنة 2004. يبلغ طوله 6 قدم 0 بوصة (1.8 م). اعتزل اللعب في 2012.

## المسيرة الاحترافية
لعب مع نانسي باسكت في موسم 2005–2006، ثم لعب مع لوكوموتيف كوبان في الدوري الروسي في موسم 2006–2007، ثم لعب مع أوليمبيا في موسم 2007–2008، ثم لعب مع ريد ستار في سنة 2009، ثم لعب مع أوبرادويرو لكرة السلة في الدوري الإسباني في سنة 2010، ثم لعب مع طرابزون سبور لكرة السلة في الدوري التركي في سنة 2011.

## روابط خارجية
- موريس بيلي على موقع الدوري الأوروبي لكرة السلة (الإنجليزية)
- موريس بيلي على موقع الدوري الإسباني لكرة السلة (الإسبانية)
- موريس بيلي على موقع كرة السلة الأوروبية.كوم (الإنجليزية)
- موريس بيلي على موقع كلية كرة السلة في سبورتس رفرنس.كوم (الإنجليزية)
- موريس بيلي على موقع ريلجم (الإنجليزية)
- موريس بيلي على موقع بروبوليرز (الإنجليزية)
- موريس بيلي على موقع سبورتس رفرنس (الإنجليزية)